# Teruni
Els Teruni o Truni van ser una família de nakharark d'Armènia. Vivien en un territori anomenat també Teruni.
Sargis Teruni era nakharar cap a l'any 598. A la meitat del segle viii van aconseguir arrabassar Dariunq als bagràtides, però no van poder mantenir-la. A partir del 772 van esdevenir vassalls dels Arzerunis de Baspracània.